# 市原歴史博物館
市原歴史博物館（いちはられきしはくぶつかん）は、千葉県市原市にある、体験型施設を併設した歴史博物館である。
愛称は「I'Museum Center（あいみゅーじあむせんたー）」。既存の市原市埋蔵文化財調査センターを増改築した施設で、2022年（令和4年）11月20日に開館した。

## 概要
市原市の全体を歴史のミュージアムとして捉え、市民と共に市原市の歴史遺産を未来へつないでいく「I’Museum」というプロジェクトの中で、その中心拠点として整備されたものである。

### 展示コンセプト・デザイン
「東京湾と養老川が織りなす市原の歴史への旅」を展示コンセプトとし、「いちはらの大地」を縦断し、移動や文化の中心となってきた1本の養老川をデザインモチーフとして、什器やグラフィックなどさまざまなものに形を変えて各展示に導く。

### 常設展示のテーマ
常設展示では「王賜」銘鉄剣の展示のほか、以下の6つの基本テーマのもと、定期的に展示替えを行いながら構成する。
- 自然環境への適応
- フサの原像
- 国府は市原郡にあり
- 民衆のちから
- 農・漁村から工業都市へ
- くらしの姿と生活道具

### その他
市内歴史に関わる行事や、祭事、自然などのリアルタイムな情報を紹介しする。通史展示では千葉大学と連携した「触れる展示」を展開する。

## 沿革
- 2022年（令和4年）11月20日 - 開館[2][4]

## 施設

### 敷地
- 場所：能満1489番地ほか
- 敷地面積：12,364m2
- 用途区域：市街化調整区域
- 建蔽率：60%
- 容積率：100%
- 防火区域：指定なし
- 高度区域：指定なし
- 日陰規制：指定なし[4]

### 建物
- 建築：進和・笹原特定建設工事共同企業体
- 電気設備：大崎電設株式会社
- 空調設備：株式会社帝設備
- 給排水衛生設備：岡崎設備工業株式会社

1. 歴史博物館既存棟（現：市原市埋蔵文化財調査センター）
  - 竣工：1988年
  - 供用開始：1989年1月1日
  - 改築竣工：2022年
  - 延床面積：2,557.18m2
  - 構造：RC造
  - 規模：2階建て
2. 歴史博物館増築棟（新築）
  - 竣工：2022年
  - 延床面積：1,196.98m2
  - 構造：RC造
  - 規模：2階建て
3. 歴史体験館（新築）[4]

## 施設情報
| 施設名         | 市原歴史博物館 I'Museum Center |
| 所在地         | 市原市能満1489番地             |
| 営業時間       | 9:00〜17:00                    |
| 定休日/休業日  | 月曜日、年末年始               |
| 駐車場         | あり                           |
| 施設オプション | トイレ設備あり                 |

## 文化財

### 千葉県指定文化財
- 有形文化財
  - 江子田金環塚古墳出土一括遺物 359点（考古資料） - 1997年（平成9年）3月21日指定。
  - 能満上小貝塚出土品 6点（考古資料） - 2019年（平成31年）3月5日指定。
  - 山倉1号墳出土埴輪（考古資料） - 2020年（令和2年）3月10日指定。
  - 西広貝塚出土骨角貝製装身具 250点（考古資料） - 2021年（令和3年）3月19日指定。

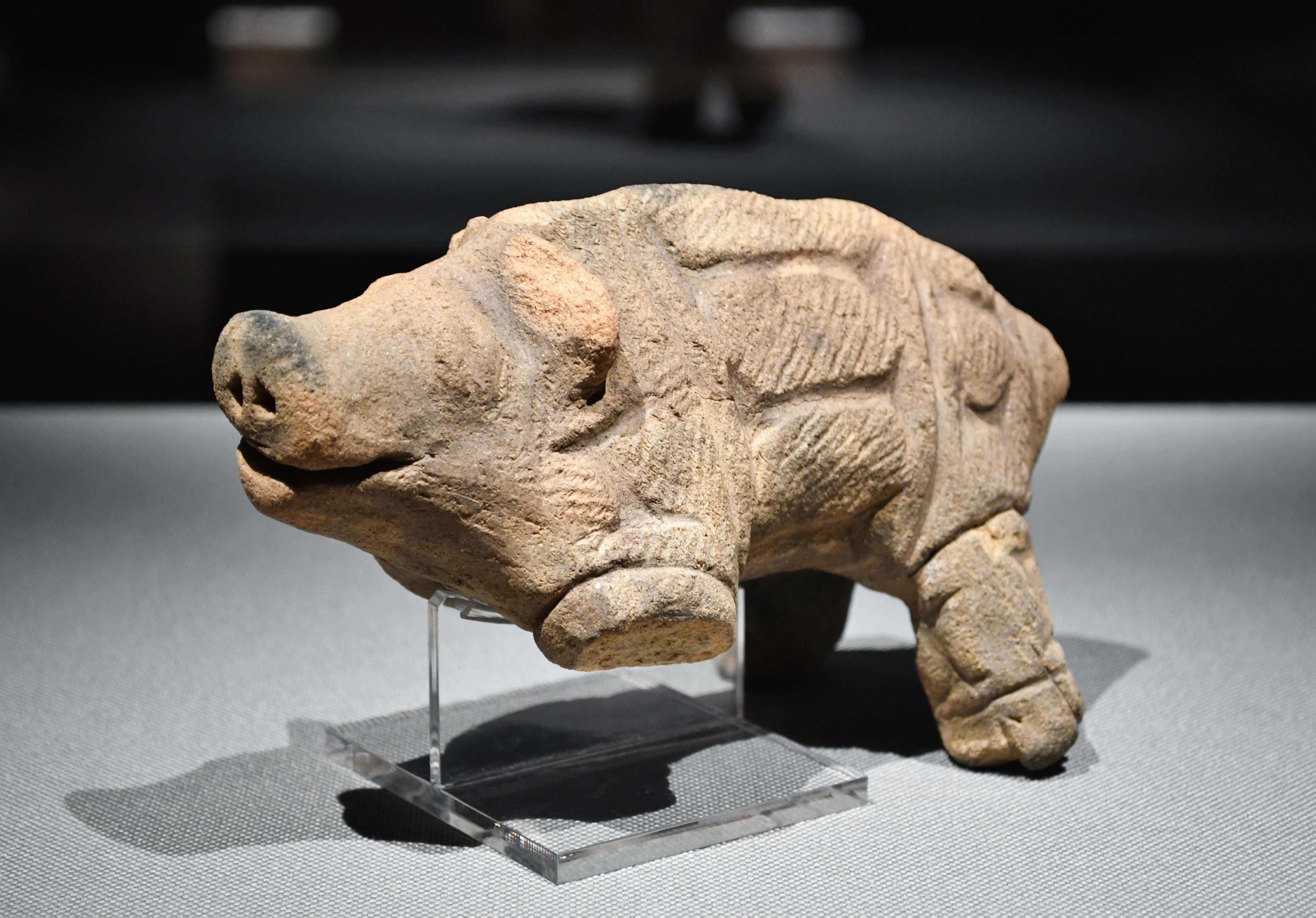
能満上小貝塚出土 イノシシ形土製品
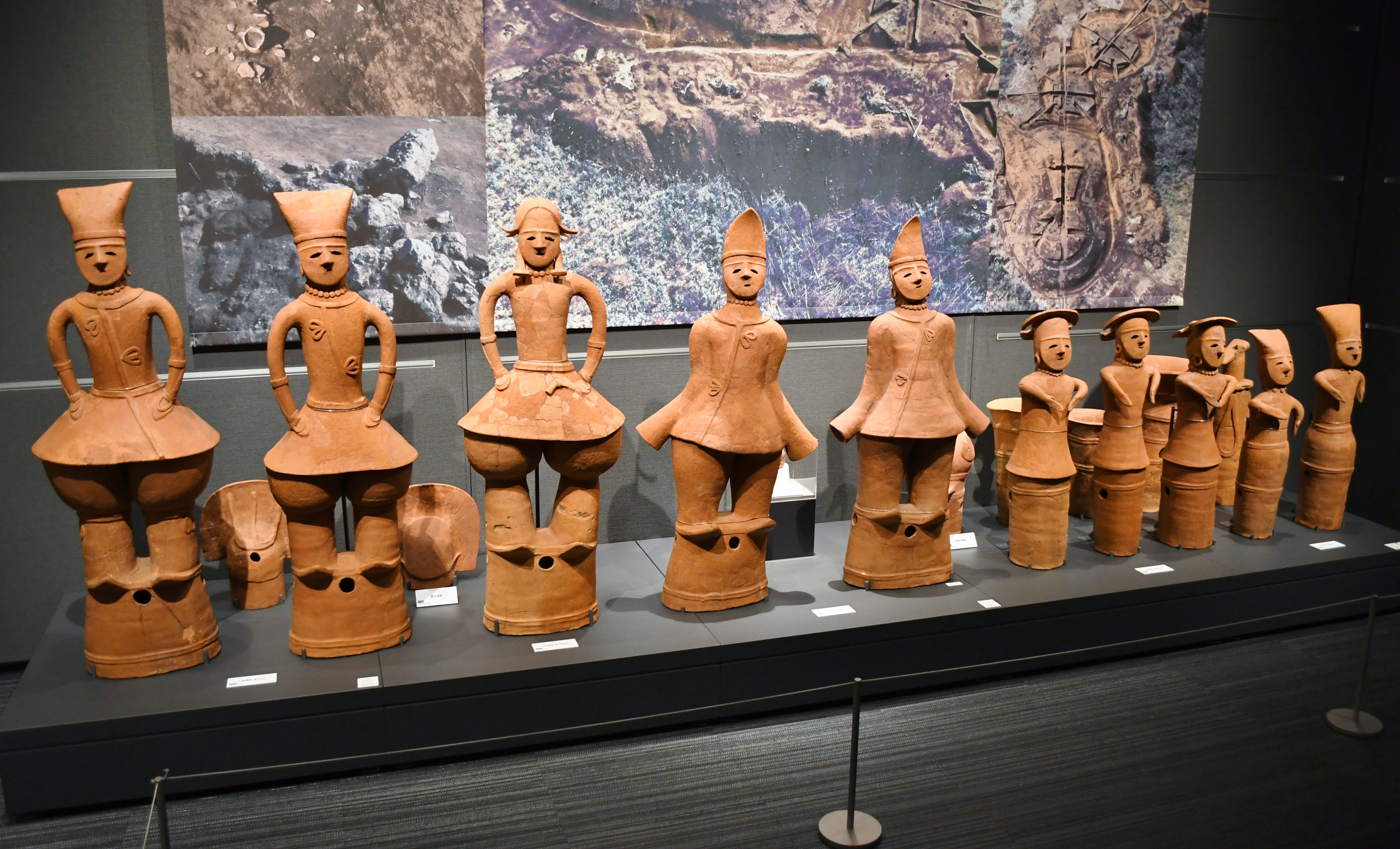
山倉1号墳出土埴輪

### 市原市指定文化財
- 有形文化財
  - 伝椎津城跡の石造宝篋印塔（建造物） - 2020年（令和2年）8月5日指定。
  - 人面付土器（考古資料） - 2010年（平成22年）6月25日指定。
  - 刑房私印（考古資料） - 2010年（平成22年）6月25日指定。
  - 灰釉花文浄瓶（考古資料） - 2012年（平成2４年）12月27日指定。
  - 稲荷台遺跡第37号住居跡出土土器一括（考古資料） - 2014年（平成26年）12月18日指定。
  - 「王賜」銘鉄剣（考古資料） - 2016年（平成28年）5月2日指定。
  - 萩ノ原遺跡出土瓦塔（考古資料） - 2016年（平成28年）11月4日指定。
  - 姉崎山王山古墳出土遺物（考古資料） - 2018年（平成30年）5月1日指定。
  - 辺田一号墳墳頂部出土遺物一括（考古資料） - 2022年（令和4年）5月23日指定。
  - 牛久石奈坂1号墳墳頂部出土遺物一括 69点（考古資料） - 2022年（令和4年）10月5日指定。

以上のほか、「能満上小貝塚出土土製品」が2014年（平成26年）12月18日に市原市指定有形文化財（考古資料）に指定されていたが、千葉県指定有形文化財への指定に伴い指定解除されている。

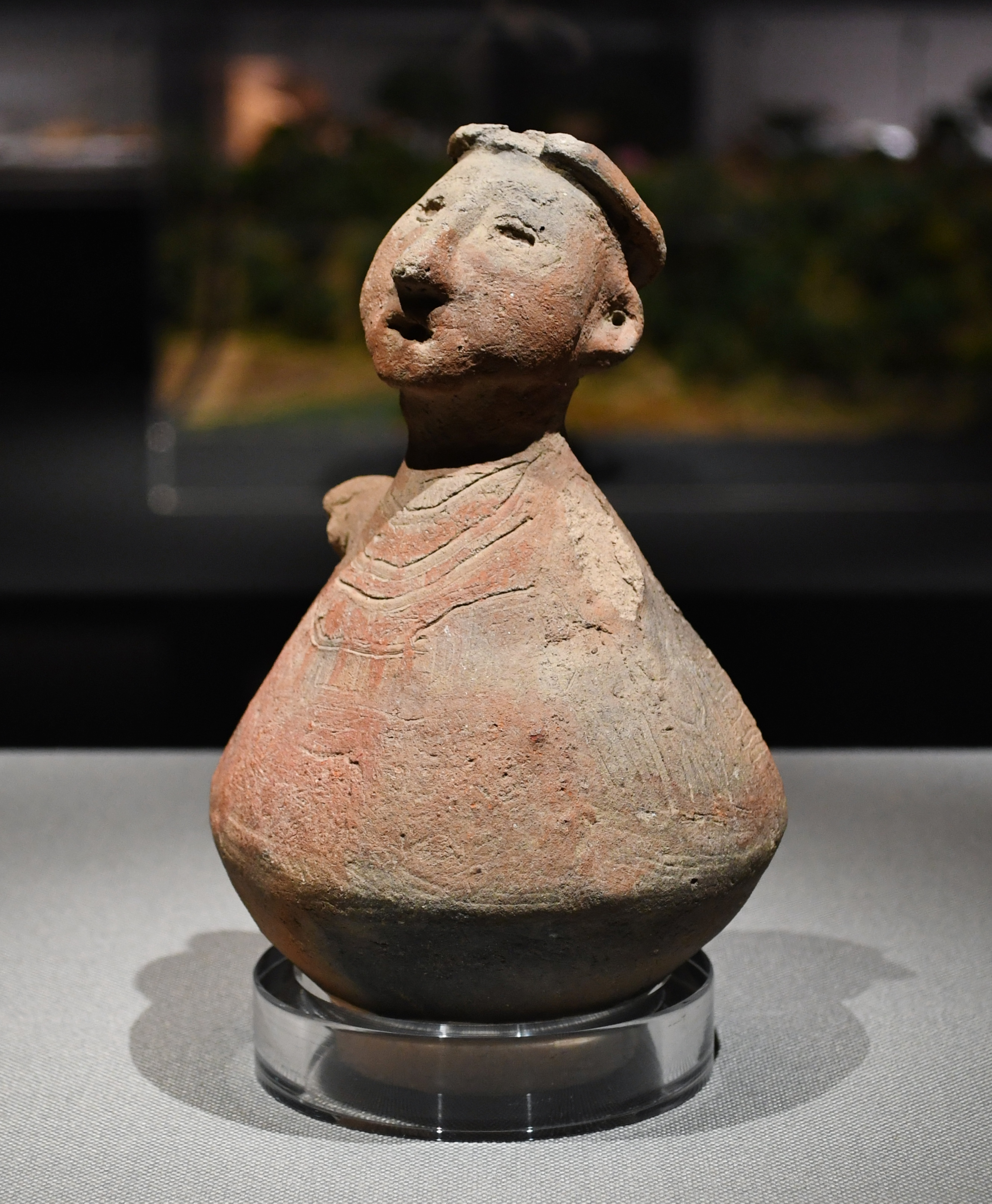
人面付土器
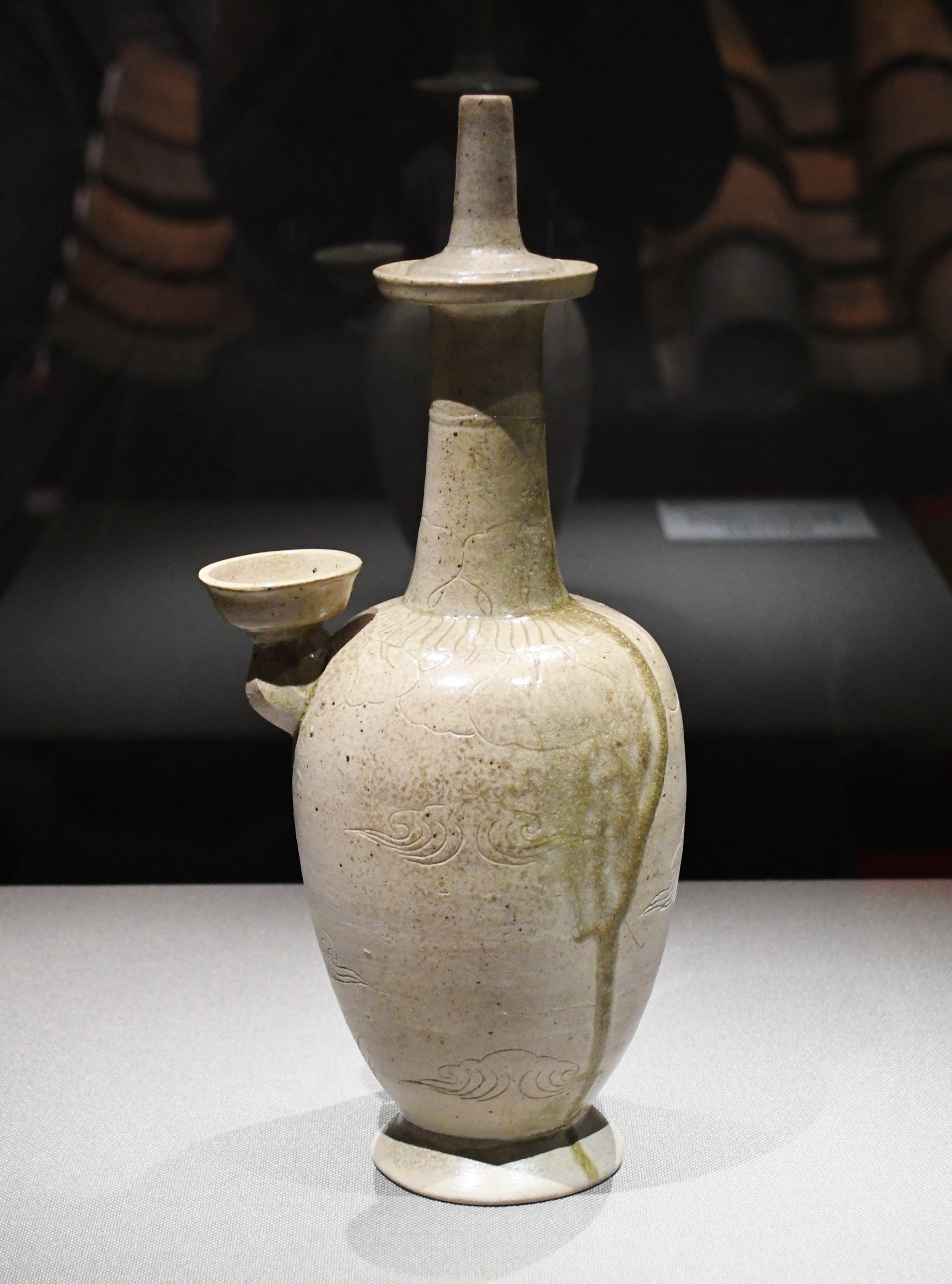
灰釉花文浄瓶
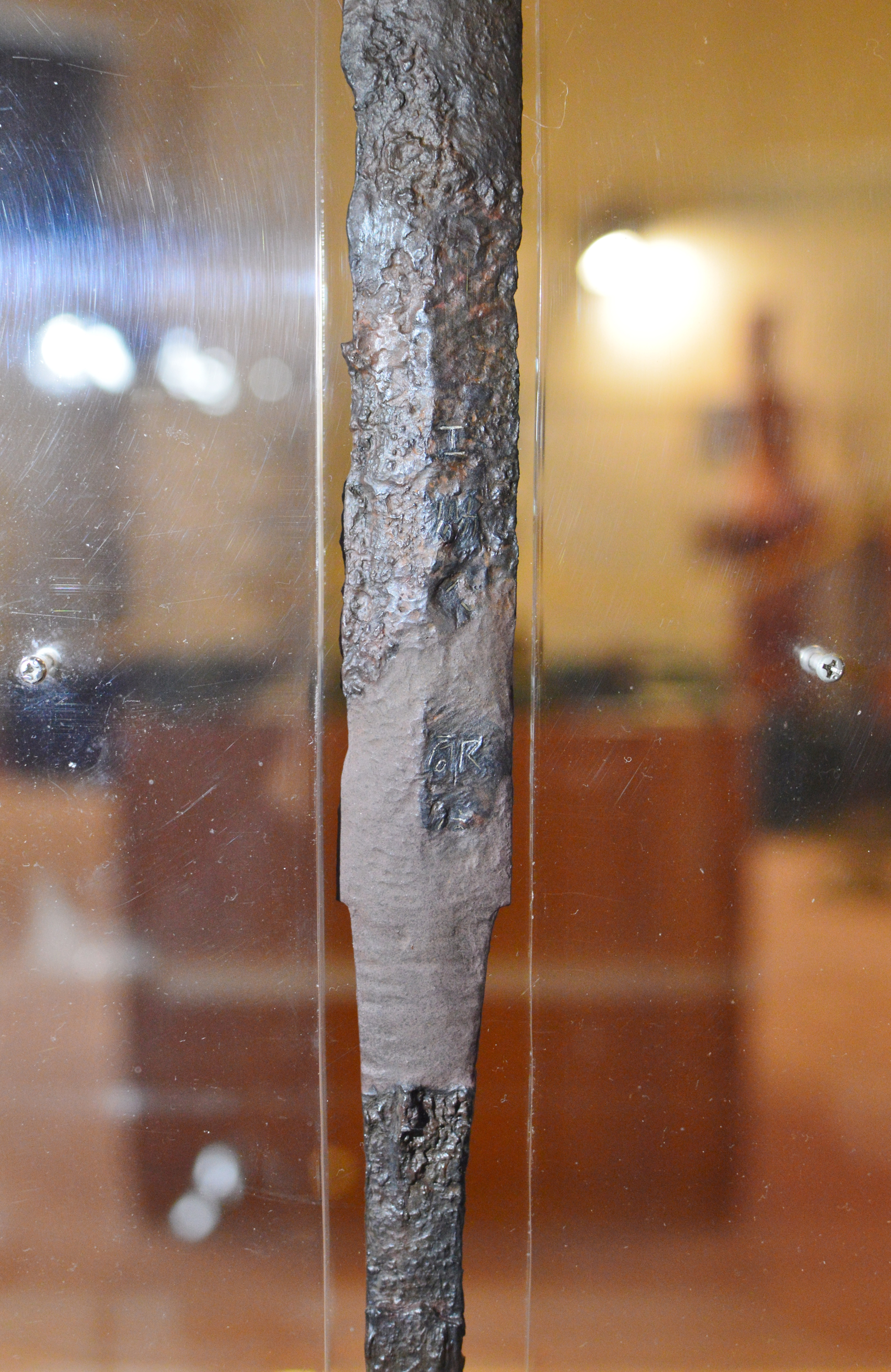
「王賜」銘鉄剣（複製） 市原市埋蔵文化財調査センター時代に撮影。
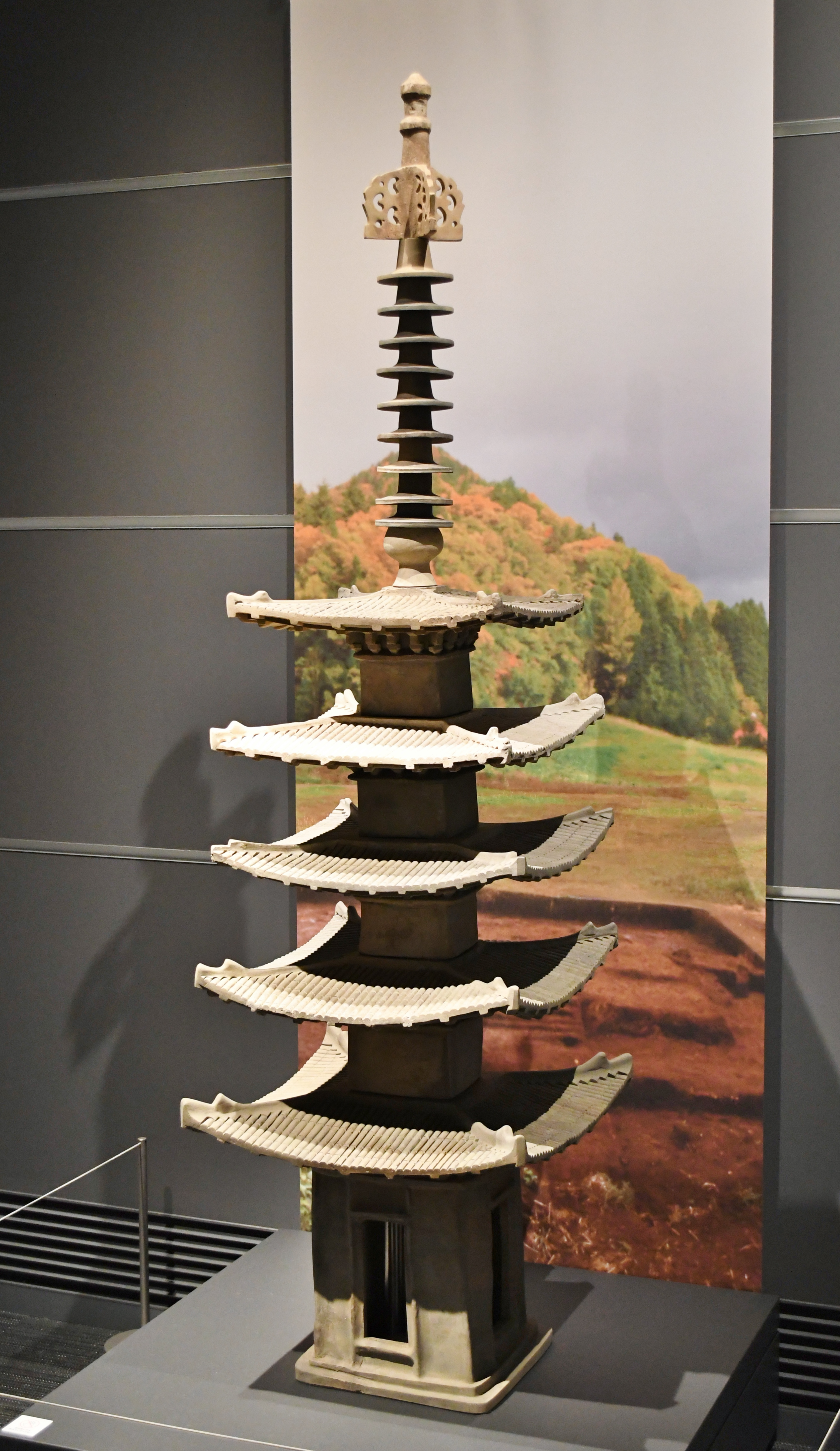
萩ノ原遺跡出土 瓦塔
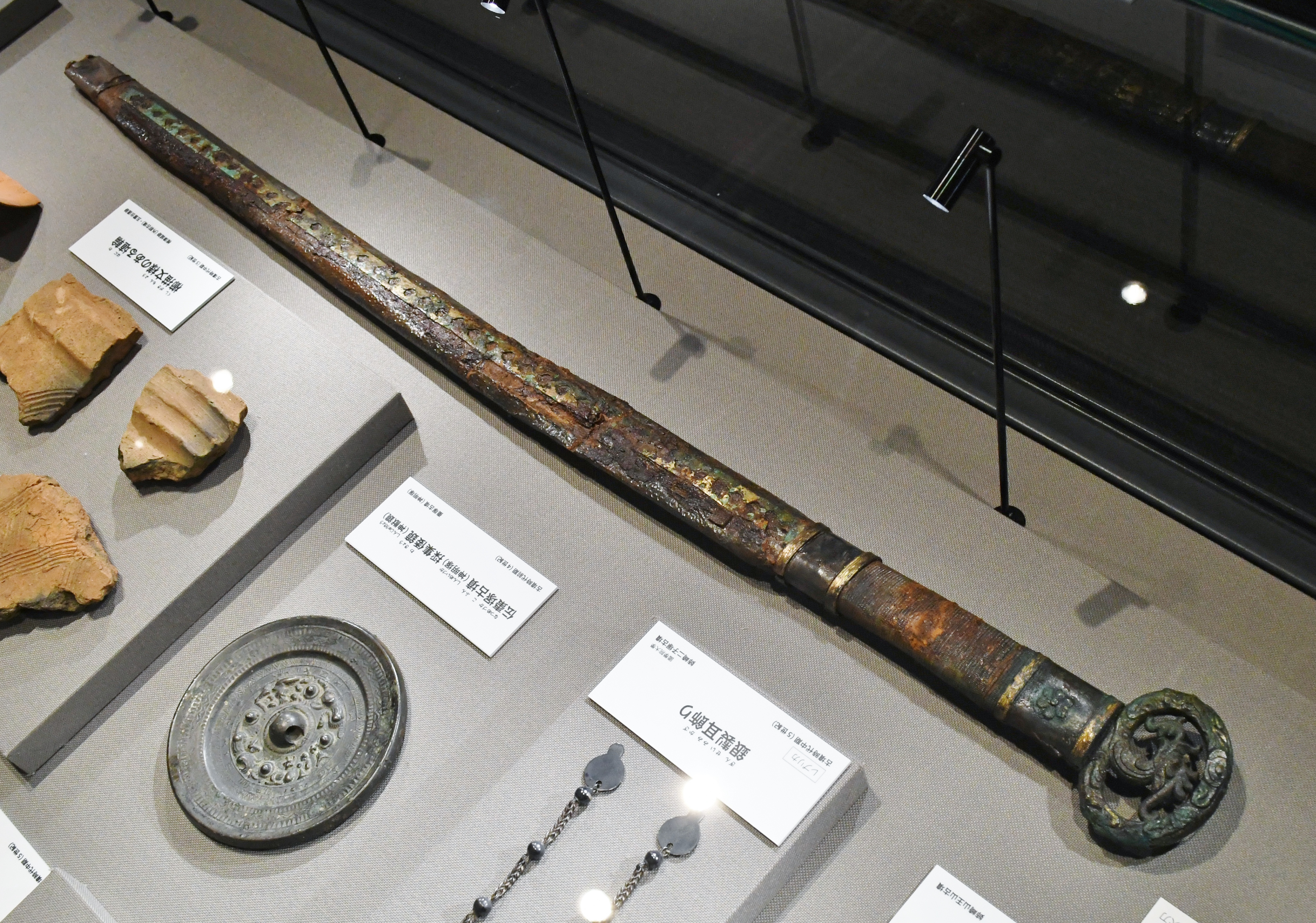
姉崎山王山古墳出土 金銀装単龍環頭大刀
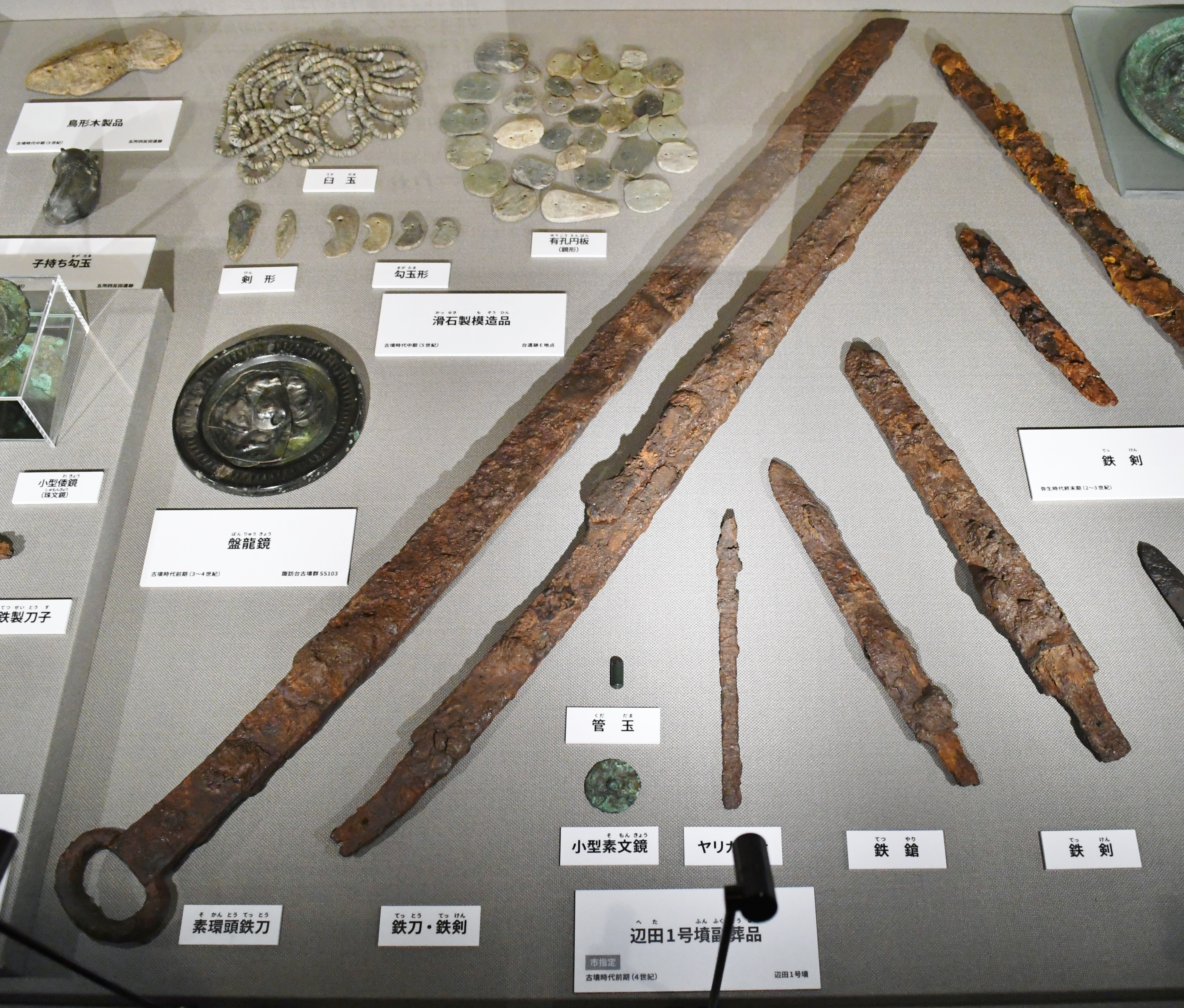
辺田1号墳 副葬品
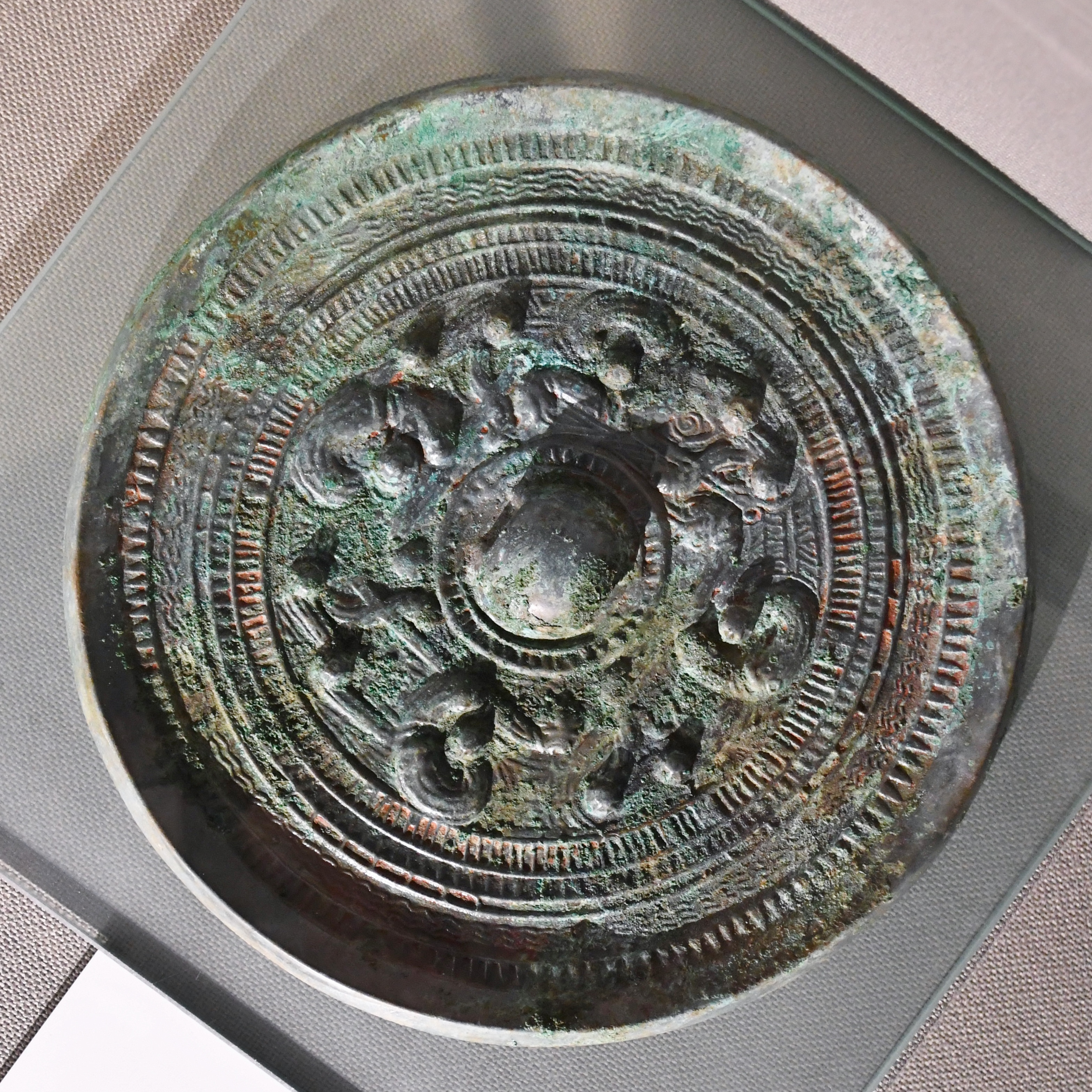
牛久石奈坂1号墳出土 鼉龍鏡

## 交通

### 公共交通機関
1. JR内房線五井駅より
  - 小湊鐵道バス「中央武道館」行き乗車約20分「埋蔵文化財センター」から徒歩2分（五井駅東口3番バス乗り場）
2. JR内房線八幡宿駅より
  - 小湊鐵道バス「山倉こどもの国」行き乗車約15分「山田橋東」で下車し徒歩10分（八幡宿駅西口1番乗り場）[4]

## 周辺
- 市原市中央武道館（ゼットエー武道館）
- 市原市立市原中学校
- 千葉こどもの国キッズダム
- 稲荷台1号墳 - 銀象嵌の文字が刻まれた「王賜」銘鉄剣（市原市指定有形文化財[5]）が出土した古墳。